# ابریچ
ابریچ (به انگلیسی: Abridge) یک روستا در بریتانیا است که در لمبورن، اسکس واقع شده‌است. ابریچ ۱٬۵۰۰ نفر جمعیت دارد.